# Metropol (almanach)
Mietropol (ros. Метрополь) – almanach literacki, wydany jako samizdat w 1979 w Moskwie. Zawierał zebrane przez Wasilija Aksionowa, Wiktora Jerofiejewa, Jewgienija Popowa, Fazila Iskandera i Andrieja Bitowa utwory z różnych obszarów rosyjskiego piśmiennictwa autorów zarówno znanych (Biełła Achmadulina, Arkadij Arkanow, Andriej Wozniesienski), oraz mniej lub nieznanych, choć niekiedy mających drukowane utwory (m.in. Fridrich Gorensztejn, Jewgienij Rejn, Władimir Wysocki). Wydanie było wykonane metodą rzemieślniczą na niespotykanym formacie – kartki A4 z grafikami i tekstami napisanymi na maszynie były po cztery przyklejane do arkusza brystolu formatu A2, a te były wkładane do teczki z kartonu oklejonego papierem pokrytym wzorem marmuru w kolorze zielonym. Opracowanie artystyczne zostało wykonane przez Borysa Messerera i Dawida Borowskiego, a wiersze Gienricha Sapgira były ilustrowane serią graficzną Anatolija Brusiłowskiego. W wydaniu tym wytworzono w sumie 12 egzemplarzy, jeden z nich należał do Jeleny Bonner. Informacje o 8 egzemplarzach pojawiła się jako wybieg ochronny redakcji almanachu, została też podana przez Fieliksa Kuzniecowa na posiedzeniu sekretariatu Moskiewskiej Organizacji Pisarzy 22 stycznia 1979. Dwa egzemplarze po wytworzeniu zostały wywiezione za granicę, do Francji i USA.

## Przyczyny i cele powstania almanachu
Powodem było istnienie utworów, które nigdy nie były publikowane w prasie radzieckiej ze względu na ich niezgodność z estetycznymi i tematycznymi kryteriami. Wydanie ich, według twórców zbioru, miało poszerzyć spektrum ówczesnej literatury radzieckiej i zobrazować wszechstronność nieoficjalnej kultury rosyjskiej lat 70. XX wieku, ujawnić alternatywne nurty rosyjskiego piśmiennictwa, wypychane z druku przez dominującą kulturą oficjalną. Jednocześnie miało umożliwić twórcom zaistnienie jako autorzy publikowani. Wydanie almanachu miało też poszerzyć przestrzeń wolności – w tym czasie oczekiwano, że jest możliwa kolejna odwilż (na podobieństwo tej z lat 50. XX w.).

## Pomysł i jego realizacja
Według Wiktora Jerofiejewa to on w grudniu 1977 roku, w wynajętym mieszkaniu znajdującym się vis-à-vis cmentarza Wagańskowkiego, wymyślił wesołą (według jego określenia) biorąc pod uwagę wspomnianą lokalizację ideę urządzenia buldożerowej wystawy literackiej na wzór znanej z czasów końca chruszczowowskiej odwilży zniszczonej w 1974 roku – jak powszechnie, ale nie w pełni zgodnie z faktami uznaje się – przez spychacze plenerowej wystawy sztuki w Moskwie. Tak w przenośni nazwał niezależny almanach mający skupić literatów uznanych i początkujących, a w innym ujęciu – mieszaninę dysydentów i niedysydentów (jako przykład podał Włodzimierza Wysockiego i Andrieja Wozniesienskiego). Jednocześnie, dla uniknięcia groźby stworzenia manifestu jakiejkolwiek szkoły, ideą almanachu miał być estetyczny pluralizm.
Po tym, jak pomysł wsparł Wasilij Aksionow oraz Andriej Bitow i Jewgienij Popow, a później Fazil Iskander, w ciągu 1978 roku zostały zebrane utwory od ponad dwudziestu autorów, którzy według twórców zbioru byli na swój sposób utalentowani. Niektórzy z zaproszonych autorów wycofali swoje prace, jak na przykład Jurij Trifonow (uznał, że lepszym sposobem walki z cenzurą będą jego własne wydania) lub Bułat Okudżawa (jako powód podał, że jest jedynym w tej grupie członkiem partii).
Andriej Wozniesienski przekazał do almanachu wiersze już opublikowane pod innymi tytułami w książce Pokusa (Соблазн), wydanej w 1978 przez wydawnictwo „Sowietskij pisatiel”, co ochroniło go przed retorsjami władz.
Udział zaproszonego przez Astafjewa Włodzimierza Wysockiego w tworzeniu almanachu jest opisywany różnie. Pojawiające się informacje o napisanej do almanachu i dla jego redakcji pieśni nie znajdują potwierdzenia ani w relacjach ani w zidentyfikowaniu takiej pieśni w publikacjach lub utrwalonym wykonaniu. Sam Wysocki w spotkaniach redakcji brał udział, wykonywał swoje utwory, ponadto przekazał do publikacji w almanachu wybór 20. swoich znanych już pieśni, jak wszystkie inne w tym czasie w ZSRR nie opublikowanych w pierwszym obiegu. Jednocześnie almanach był pierwszą w ZSRR drukowaną publikacją wierszy Wysockiego, oprócz zniekształconego jednego wiersza, włączonego do innego almanachu, „Dzień poezji” (Dień poezji) przez Bellę Achmadulinę.
Prace redakcyjne były prowadzone w jednopokojowym mieszkaniu na ulicy Krasnoarmiejskiej w Moskwie, zajmowanym uprzednio przez Jewgieniję Ginzburg. Mieszkał w nim wówczas Jewgienij Popow. Poza wspólnymi spotkaniami uczestnicy przedsięwzięcia przekazywali swoje utwory do redagowania, a tym zajmowało się tylko kilka osób.

## Uczestnicy

### Redaktorzy
Wiktor Jerofiejew • Wasilij Aksionow • Andriej Bitow • Jewgienij Popow • Fazil Iskander

### Autorzy
Juz Aleszkowski • Arkadij Arkanow • Bella Achmadulina • Leonid Batkin • Fridrich Gorensztejn • Jurij Karabczyjewski • Piotr Kożewnikow • Jurij Kubłanowski • Siemion Lipkin • Inna Lisnianska • Wasilij Rakitin • Jewgienij Rejn • Mark Rozowski • Gienrich Sapgir • Wiktor Trostnikow • John Updike • Boris Wachtin • Andriej Wozniesienski • Wladimir Wysocki

### Strona graficzna
Borys Messerer • Dawid Borowski • Anatolij Brusiłowski

## Charakterystyka utworów almanachu
Almanach rozpoczyna się manifestem – poniżej zacytowany jest jego najbardziej istotny fragment:

... przygnębiający bezwład istniejący w czasopismach i wydawnictwach prowadzi do powstania przesadnej ogólnej odpowiedzialności za „porcję” literatury, która nie umie być taką, jaką być powinna, a nawet taką, jaką była wczoraj. Ta powszechna „odpowiedzialność” powoduje związany ze stagnacją stan cichego przestrachu i dążenie sprowadzenia literackiej „porcji” do wspólnego mianownika. Pozakompletowa literatura niekiedy skazana jest na wieloletnie tułanie się i bezdomność ...

... муторная инерция, которая существует в журналах и издательствах, ведет к возникновению раздутой всеобщей ответственности за «штуку» литературы, не только не умеющей быть такой, как надо, но даже такой, как вчера. Эта всеобщая «ответственность» вызывает состояние застойного тихого перепуга, стремление подогнать литературную «штуку» под ранжир. Внекомплектная литература обречена порой на многолетние скитания и бездомность...

Leonid Batkin, jeden z autorów, określił w rozmowie z Markiem Cybulskim ten manifest jako nieudany, ale zuchwały w swoim nieukrywanym zamiarze ominąć cenzurę. F. Kuzniecow w latach 90. XX w. określił manifest jako zadziorny.
Występujący w cytowanym wyżej fragmencie termin „porcja” (w tłumaczeniu na język polski nie dosłownym, ale zbliżonym kontekstowo) w swoim rosyjskim oryginale brzmiącym „sztuka” wymaga interpretacji autorskiej – podał ją Wasilij Aksionow na omawianym poniżej zebraniu moskiewskim 22 stycznia 1979. Odpowiadając na stwierdzenie Michaiła Alieksiejewa, że pojęcie to odnoszące się do literatury obraża go, autor wstępu stwierdził, że w swoim gronie w taki trochę żartobliwy sposób był nazywany sam almanach, a nie dzieła innych pisarzy.
Autorzy utworów almanachu praktycznie nie zajmowali się w swoich utworach bieżącymi tematami politycznymi, natomiast opisywali i odnosili się do spraw oraz stosowali formy wyrazu niedopuszczalne w oficjalnym obiegu. Były to np. kwestie religijne, groteska i ironia dotycząca znanych zdarzeń historycznych, wulgarne (w terminologii rosyjskiej – nienormatywne) słownictwo.
Fiodor Kuzniecow podczas posiedzenia 22 stycznia 1979 potwierdził, że nie znajduje w almanachu antyradzieckości, ale że jest on wymyślną literacką mistyfikacją, zamiast poszukiwań tworzącą złowieszczy obraz. Jednocześnie zdefiniował cztery według niego dominujące kierunki utworów: knajactwo (Włodzimierz Wysocki), znęcanie się nad ludem, stuknięta świadomość (Fridrich Gorensztejn, Bella Achmadulina), seks. Stwierdził, że nie będzie to ukrywane przed ludem, bo im więcej ludzi to pozna, tym gorzej dla twórców almanachu. Po latach stwierdził, że w almanachu było bardzo mało tekstów, które nie były zaakceptowane przez cenzurę, a niepublikowane były teksty słabe.
Odmienną opinię przedstawił Olieg Popcow (w czasie wydarzeń redaktor naczelny miesięcznika „Sielskaja Mołodioż”). Uznał almanach za dobrą literaturę prawdziwych pisarzy, której pojawienie się w Rosji tylko by podniosło autorytet rosyjskiej literaturze i pozwоli uznać, że sytuacja w kraju ulega zmianie. Jednocześnie stenogram sporządzony przez Je. Popowa przytacza w jednej z dwóch wypowiedzi Popcowa stwierdzenie, że [cały] almanach to słaba literatura.

## Pomysł wernisażu
Po przygotowaniu wszystkich egzemplarzy ustalono (według Batkina był to pomysł Aksionowa), że należy zaprezentować almanach publicznie dla zaproszonych do kawiarni zagranicznych korespondentów prasowych, przy szampanie z kawiorem. Wybrano na to przedsięwzięcie kawiarnię „Siewier” (Północ), ale po rozesłaniu zaproszeń i informacji o prezentacji rozpoczęły się działania władz, m.in. zarezerwowaną kawiarnię zamknięto w tym dniu z tzw. powodów technicznych.

## Reakcja władz
Realizacja przedsięwzięcia w sposób jawnego odstąpienia przez autorów almanachu od nawykowych zasad gry, poprzez otwarte działanie i wzywanie do współudziału, zamiar publikacji zbioru w kraju i zagranicą (kanałem oficjalnym, we współpracy z WAAP-em (ВААП)), ale z bezkompromisową nietykalnością przed cenzurą integralności treści utworów, według Załambani, stanowiła prawdziwe wyzwanie dla radzieckiej ideologii i jej machiny. Po raz pierwszy po II wojnie światowej władze zderzyły się z otwartą opozycją grupy pisarzy, członków ZPR, gotową do konfrontacji z generalicją koncesjonowanego związku.
Pomysł wydania zbioru utworów bez sankcji władz prowadził też do szacowania potencjalnych reperkusji. Według byłego moskiewskiego adwokata K. Simisa, który później wyemigrował do USA, w 1977 roku udzielił on konsultacji prawnej dotyczącej dwóch pytań: czy publikacja przepisanych na maszynie do pisania apolitycznych utworów w postaci ich zbioru łamie jakiekolwiek prawo radzieckie i czy rodzi to odpowiedzialność karną lub administracyjną oraz czy autorzy zachowują prawa do utworów wydanych w taki sposób. Na pierwsze pytanie K. Simis odpowiedział negatywnie (co w sensie wskazanych w pytaniu rodzajów odpowiedzialności i ich umocowania sprawdziło się w praktyce po wydaniu almanachu, a reperkusje były personalnie wybiórcze i miały miejsce w innych obszarach), na drugie – pozytywnie.
Według Kuzniecowa władze były zaskoczone wydarzeniami i nie za bardzo wiedziały, jak się zachować, i jedynym rozsądnym okazał się, uważany za tępego, Kirilienko, który stwierdził, że należy to przemilczeć i nic o tym nie pisać. Tak się jednak nie stało. Kierownictwo partii i Związku Pisarzy Radzieckich uznały za konieczne przedsięwzięcie odczuwalnych działań, przede wszystkim organizacyjnych, a następnie też działań represyjnych. Tym niemniej ich charakter oraz dotkliwość była inna niż wcześniejsze retorsje wobec np. Borisa Pasternaka, Aleksandra Sołżenicyna czy Andrieja Siniawskiego i Ju. Danielii.
Członkowie grupy redakcyjnej zostali wezwani na dyscyplinujące rozmowy do sekretariatu Moskiewskiej Organizacji Pisarzy (oddział Związku Pisarzy ZSRR) – spośród nich Wasilij Aksionow odmówił stawienia się na rozmowę.
W takiej sytuacji grupa autorów (Bella Achmadulina, Andriej Bitow, Wasilij Aksionow, Wiktor Jerofiejew, Jewgienij Popow, Fazil Iskander) 19 stycznia 1979 wystosowała do działaczy partyjnych Leonida Breżniewa i Michaiła Zimianina list zawierający prośbę o zorientowanie się w zaistniałej sytuacji.
Na list nie udzielono oficjalnej odpowiedzi, ale w związku z nim odbyła się narada Zimianina z przewodniczącym Moskiewskiej Organizacji Pisarzy Fieliksem Kuzniecowym w obecności Czebrikowa, zastępcy przewodniczącego KGB, nadzorującego 5. wydział. Według Kuzniecowa on sam obstawał przy tym, aby nie stosować wobec autorów almanachu jakichkolwiek represji, kar czy wykluczeń, ale przeprowadzić ciche i spokojne omówienie sprawy w ramach organizacji pisarzy.

## Posiedzenie sekretariatu MOP
22 stycznia 1979 odbyło się wspólne posiedzenie zarządu i komitetu partyjnego KPZR Moskiewskiej Organizacji Pisarzy. Zaproszono na nie pięcioro redaktorów i autorów almanachu – Aksionowa, Popowa, Iskandera, Jerofiejewa i Bitowa. Obecnych było około 50 osób.
Zebrani mogli zapoznać się z almanachem przed i podczas zebrania, ale dostępne relacje podają sprzeczne dane – według jednych dostępny był jeden oryginalny egzemplarz almanachu, przekazany Kuzniecowowi przez Popowa, a według innych udostępniono 50 kopii wykonanych w MOP. Fragmenty utworów ilustrujące własne wypowiedzi odczytywał też przewodniczący zebrania Kuzniecow.
Wypowiedzi były stenografowane podwójnie – oficjalnie ze strony sekretariatu i obywatelsko przez Popowa. Pierwszy z nich do momentu publikacji artykułu Marii Załambani Sprawa «MetrOpolu» (Dieło «MietrOpolia») w numerze 82 z 2006 r. czasopisma Nowy przegląd literacki (Nowoje litieraturnoje obozrienie) nie został ujawniony ani odnaleziony w archiwach, natomiast drugi, przechowywany w osobistym archiwum Popowa, został opublikowany przez Marię Załambani w ww. artykule. Według tego stenogramu wypowiadali się Feliks Kuzniecow, Nikołaj Gribacziow, Łaziar Karielin, Michaił Alieksiejew, Мichaił Baryszew, Aleksander Kulieszow (Nołlie), Jurij Żukow, Stanisław Kuniajew, Jiegor Isajew, Jakow Kozłowski, Anatolij Alieksin, Władimir Krasilszczikow, Nikołaj Woronow, Wiktor Kobienko, Stanisław Zołotcew, Liew Ginzburg, Jurij Gribow, Olieg Popcow, Julia Drunina oraz zaproszeni przedstawiciele almanachu. W trakcie zebrania na pytanie, czy almanach jest już za granicą, przedstawiciele zbioru zgodnie odpowiedzieli, że nie.
Na zebraniu tym, zorganizowanym przez władze, fakt wydania almanachu bez sankcji cenzury został ostro skrytykowany, a prowadzący zebranie Fieliks Kuzniecow expressis verbis ostrzegł przed konsekwencjami publikacji almanachu za granicą. Obecni na zebraniu redaktorzy almanachu twierdzili, że powodowało nimi dążenie do wzbogacenia literatury radzieckiej i nie mają zamiaru przekazywać zbioru za granicę, i że rezygnują z publicznej prezentacji dla dziennikarzy.
Na zakończenie zebrania został w głosowaniu przyjęty przedstawiony projekt decyzji sekretariatu. Składała się ona z wprowadzenia i pięciu punktów. Zgodnie z nimi uznano almanach za dzieło niedopuszczalne, bezideowe, na niskim poziomie artystycznym, przeczące charakterem opracowania oraz ultymatywnością manifestu z pierwszej strony (uznano go za bezwarunkowe żądanie wydania w obiegu oficjalnym) praktyce literatury radzieckiej. Następnie wskazano, że w przypadku publikacji za granicą zostanie postawiony wniosek o wykluczeniu (autorów) ze Związku Literatów. Ponadto polecono przedyskutować i przestudiować almanach w komitecie partyjnym oraz na zebraniach sekcji twórczych, a także przeprowadzić otwarte zebranie partyjne na temat „Praca ideowa z pisarzami moskiewskim na przykładzie almanachu”. Po wniosku Aleksandra Michajłowa wykreślono określenie „bezideowy, na niskim poziomie artystycznym”, a na inny wniosek zdecydowano w trybie roboczym skrócić wprowadzenie.
Nazajutrz, 23 stycznia 1979, redaktorzy almanachu ogłosili odwołanie prezentacji i konferencji prasowej nt. wydania. Tego samego dnia radiostacja „Głos Ameryki” podała, że almanach znajduje się już na Zachodzie i niedługo zostanie opublikowany.

## Publikacja na zachodzie
Sprawa publikacji poza ZSRR nie jest jednoznaczna.
Według Jerofiejewa początkowo nie było takiego zamiaru, gdyż liczono na możliwość druku w kraju (na zasadach określonych we wprowadzeniu – tylko w całości), aczkolwiek dwa egzemplarze zostały nielegalnie wywiezione na Zachód, ale tylko aby na „wszelki wypadek” zachować tę publikację. Również na posiedzeniu 22 stycznia 1979 obecni tam redaktorzy almanachu twierdzili, że powodowani są troską o wzbogacenie literatury radzieckiej i że nie mają zamiaru przekazywać rękopisu za granicę.
Jednocześnie jeden z autorów almanachu, Leonid Batkin twierdzi, że nie wszystkie sprawy związane z opracowaniem wydania były prowadzone dla większości autorów w sposób jawny, m.in. podaje, że nie wiedzieli oni o decyzji wysłania jednego egzemplarza za granicę, co według niego było świadomym działaniem Aksionowa przygotowującego sobie grunt dla emigracji. Z kolei według wspomnień Popowa o zamierzeniu publikacji w USA dowiedział się z audycji „Głosu Ameryki” z 25 stycznia 1979. Dostępne relacje wskazują na to, że o zamiarze takiej publikacji nie wiedziała większość autorów dzieła.
Almanach został opublikowany przez wydawnictwo „Ardis” – pierwsze wydanie jako reprint, a kolejne z nowego składu, w zwykłym książkowym formacie. W ten sposób almanach z kategorii „samizdat” znalazł się w kategorii „tamizdat”. Rok później ukazało się tłumaczenie na język francuski (wydawnictwo „Gallimard”), a w 1982 r. – na angielski (wydawnictwo „W. W. Norton & Co.”). W Rosji pierwsze wydanie ukazało się w 1991 r. w wydawnictwie „Tiekst”, a następne w 1999 i 2001 r.

## Reperkusje
Konsekwencje wydania almanachu bez sankcji władz były zróżnicowane. W wielonakładówce (500 egz.) „Literat moskiewski” zamieszczono materiały ze wspólnego posiedzenia Sekretariatu Zarządu i POP Moskiewskiej Organizacji Pisarskiej, niektórzy uczestnicy przedsięwzięcia otrzymali indywidualne propozycje publikacji w prasie radzieckiej.
Jewgienij Popow i Wiktor Jerofiejew, już przyjęci do Związku Literatów ZSRR, ale nie posiadający jeszcze legitymacji członkowskich, zostali z niego wykluczeni, co spowodowało na znak protestu wystąpienie ze związku Inny Lisnianskiej i Siemiona Lipkina. Według Jerofiejewa podobny zamiar mieli Andriej Bitow, Andriej Wozniesienski i Bella Achmadulina, ale powstrzymały ich obawy przyjaciół, że spowoduje to ogołocenie lewej flanki literatury.
Większość autorów utworów umieszczonych w almanachu znalazła się na niejawnym indeksie i przez różny czas nie byli publikowani w pierwszym obiegu. Wiktor Astafiew niedługo po tych wydarzeniach otrzymał pozwolenie na wyjazd do USA, w trakcie którego pozbawiono go obywatelstwa ZSRR, co zamknęło mu drogę powrotu. Wiktor Trostnikow, autor artykułu o pogodzeniu nauki z religią, doktor nauk matematycznych i wykładowca uczelniany, został z pracy zwolniony. Leonidowi Batkinowi wstrzymano praktycznie zakończoną habilitację i zniszczono skład książki o humanistach w wydawnictwie „Isskustwo”. Większość autorów dzieła otrzymała niejawny tzw. zapis, czyli zakaz publikowania ich utworów i przez pewien czas nie pojawiały się one w druku. Jednocześnie dla wielu autorów „MetrOpolu”, aktywnie publikujący na Zachodzie, oznaczało to większą popularność.
Z kolei był też przypadek, gdy udział w almanachu był pozytywny – Jurij Karabczyjewski do tamtego czasu nieznany wkrótce napisał głośny artykuł Zmartwychwstanie Majakowskiego i sam oceniał, że wygrał na tej sprawie.
Reperkusje nieoczekiwanie dotknęły też przeciwników almanachu. Był nim Stanisław Kuniajew, pisarz zaliczany do grupy patriotów, który w związku z całą sprawą napisał list do KC KPZR z ostrymi i gwałtownymi stwierdzeniami o rusofobii i syjonizmie. Ponieważ przekroczyło to niejawne radzieckie zasady, to stracił stanowisko sekretarza oddziału moskiewskiego Związku Pisarzy ZSRR.

## Późniejsze wydania
Upadek w Rosji systemu radzieckiego na początku lat 90. XX wieku pozwolił na oficjalne wydania almanachu i na powrót do aktywności twórczej i wydawniczej tych autorów, którzy pozostali w Rosji lub do niej wrócili.
Almanach został wydany w Rosji w schyłkowym okresie pieriestrojki. Stał się tematem wieczorów literackich, on i jego historia jest badany przez literaturoznawstwo. Z ważniejszych publikacji można wymienić za Marią Załambani artykuły w czasopiśmie „Woprosy litieratury” w 1993 r. i „Nasz sowriemiennik” nr 4 z 1999 r.